# AdGuard
AdGuard é uma linha de aplicações para os sistemas operativos Windows, Linux, macOS, Android e iOS, que permite bloquear anúncios, pop-ups, banners e outros elementos indesejados em websites. Também pode ser instalado como uma extensão para os browsers mais populares (Mozilla Firefox, Google Chrome, Opera, Safari, Microsoft Edge e Yandex).
Para a filtragem de anúncios, utiliza o bloqueio de URL, a ocultação de CSS e a filtragem de HTML. Para além da filtragem de anúncios, a aplicação protege contra phishing e sítios Web maliciosos. Recebeu vários prémios de sítios Web de tecnologia.

## Caraterísticas principais
- Proteger os utilizadores contra burlas, vírus e rastreio online.
- Proporcionar a máxima comodidade na utilização da Internet, eliminando informações publicitárias incómodas.
- Verificar os sites a que as crianças acedem e bloquear recursos e sites inseguros e inadequados para adultos.
- Poupar tempo/dinheiro e tráfego ao acelerar o carregamento dos sítios Web, bloqueando os anúncios mesmo antes de os sítios começarem a carregar.

## Incidentes
- A distribuição do AdGuard para Android foi descontinuada pelo Google Play no final de 2014. Continua a ser atualizado e está disponível para transferência no sítio Web dos programadores.[4]
- O AdGuard para iOS não foi atualizado desde o verão de 2018 devido às políticas da Apple, embora ainda esteja presente na App Store.[5] No verão de 2019, o acesso às actualizações do AdGuard para iOS foi restabelecido.[6]
- Em setembro de 2018, o AdGuard sofreu um ataque de credential stuffing. A AdGuard afirma que os seus servidores não foram comprometidos e que, em vez disso, os atacantes utilizaram pares de credenciais reutilizadas pelas vítimas noutros sites e roubadas desses outros sites. De acordo com o porta-voz da empresa, “não sabem exatamente a que contas os atacantes acederam”, pelo que a empresa redefiniu as palavras-passe de todas as contas como medida de precaução. Além disso, a AdGuard comprometeu-se a utilizar a API “Have I Been Pwned?” para verificar todas as novas palavras-passe com violações de dados públicas conhecidas. Além disso, implementaram requisitos de segurança de palavras-passe mais rigorosos.[7][8][9]